# Veleškovec
Veleškovec est un village de la municipalité de Zlatar-Bistrica (comitat de Krapina-Zagorje) en Croatie. Au recensement de 2011, le village comptait 262 habitants.